# Lovaina (Vitoria)
Lovaina es el nombre de un barrio de Vitoria, España. La población en el año 2001 era de 8.797 habitantes.
Es uno de los barrios céntricos de la ciudad. Aquí se encuentra la sede de la Diputación Foral de Álava, la Hacienda Foral, la sede de los juzgados, y la Catedral Nueva de Vitoria. También es una zona con bastante comercio y algunos de los hoteles más importantes de la ciudad.

## Situación
Está situado al sudoeste del Casco Viejo y al oeste del Ensanche, siendo la zona ajardinada del Parque de la Florida la transición entre Lovaina y Ensanche. Por el oeste su límite lo marca la Avenida de Gasteiz que lo separa del barrio de San Martín, por el norte la calle del Beato Tomás de Zumárraga que lo separa del barrio de Coronación y por el sur las vías férreas lo separan de Mendizorroza.

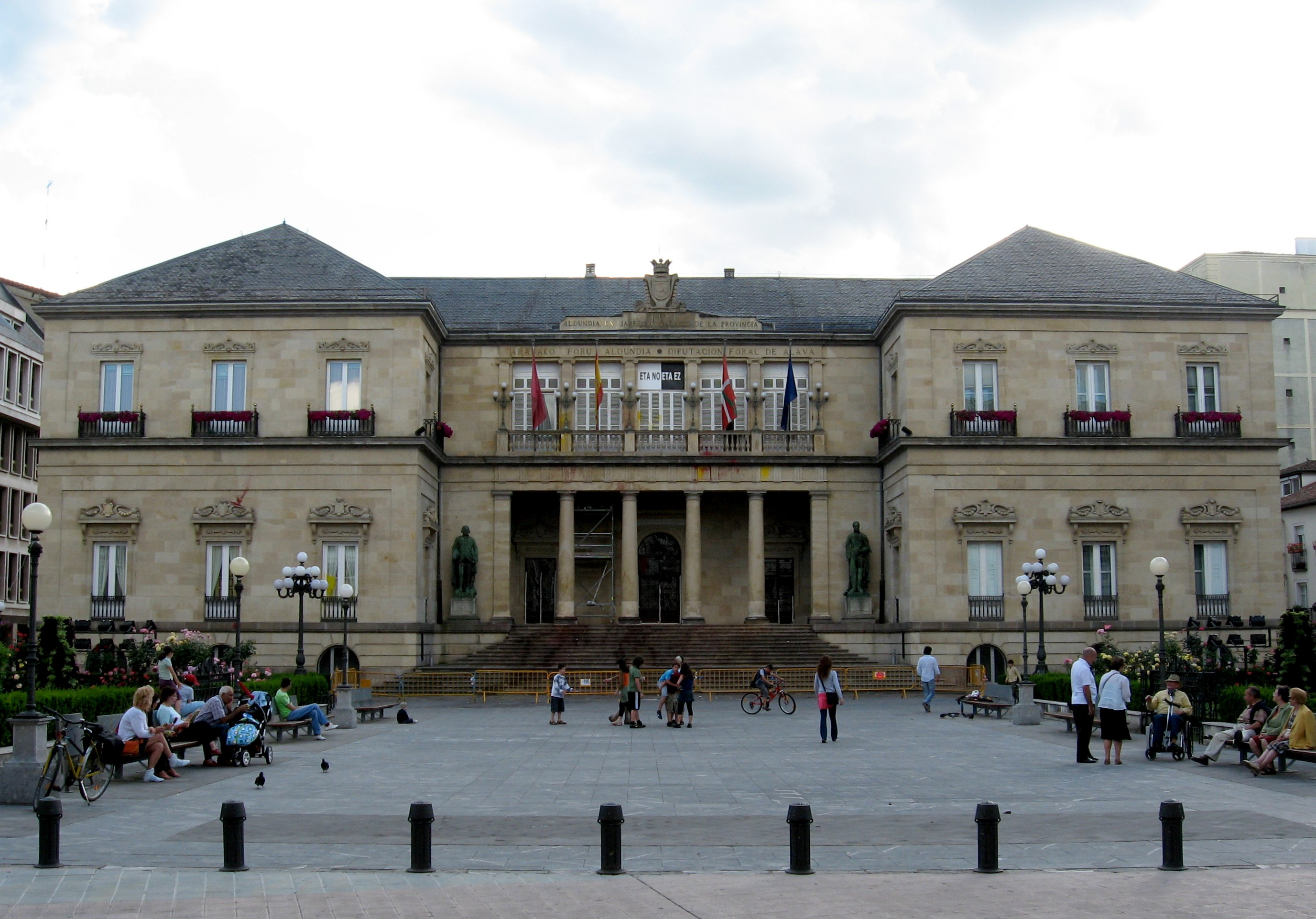
Palacio de la Diputación Foral de Álava

## Historia
A diferencia de otros barrios que han sido construidos más o menos en un mismo periodo histórico, este barrio ha sido construido en fases muy diferentes.
Esta zona comenzó a ser urbanizada en la década de 1820 durante el Trienio Liberal con la apertura de la calle Prado y del Portal de Castilla. Se creó el Parque de la Florida, situado actualmente en el límite entre este barrio y el Ensanche, que se convirtió en el lugar de paseo de la ciudad. Tras finalizar la primera guerra carlista se reanudó la actividad constructora con la ampliación de la Florida, la apertura de la calle Becerro de Bengoa.
En 1858 concluía la construcción del Palacio de la Diputación. Durante la década 1950 se acometió el ensanche del oeste de la ciudad que constituiría el corazón del barrio de Lovaina con las calles de Sancho el Sabio y Ramiro de Maeztu.

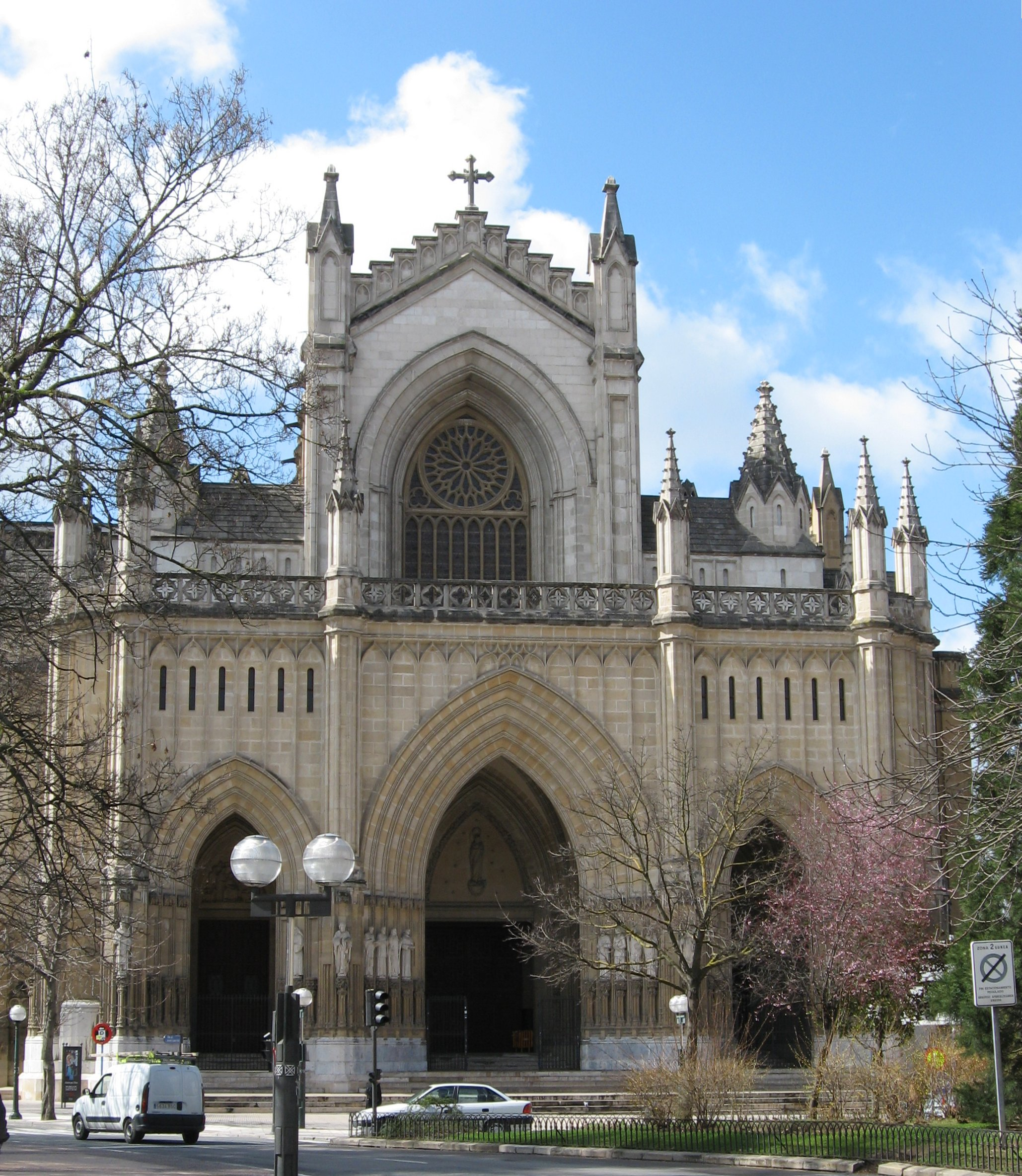
"Catedral Nueva" de Vitoria

El barrio se articula en torno a una plaza central en la que confluyen seis calles, Sancho el Sabio, Ramiro de Maeztu, Adriano VI, Madre Vedruna, Luis Heinz y de la Magdalena. Esta plaza fue bautizada como Plaza de Lovaina el 8 de agosto de 1960.
La concesión del nombre de esta localidad belga a la plaza y el nombre de una de las calles que confluyen en ella están vinculadas a la figura del neerlandés Adriano VI, el que fuera último papa no italiano de la Iglesia católica hasta la elección de Juan Pablo II. Adriano VI se encontraba alojado en la Casa del Cordón en 1523 como gobernador de Castilla en ausencia del rey Carlos I de España que se encontraba guerreando en el sitio de Fuenterrabía, cuando le fue comunicada su elección como papa. Vitoria fue, por tanto, la primera ciudad en la que Adriano VI ejerció como papa. Este hecho, el de haber servido de residencia temporal a un papa, antes de su marcha a Italia, ha sido motivo histórico de orgullo en la ciudad. Con motivo de las celebraciones del V Centenario del nacimiento del papa neerlandés, se decidió dar el nombre de Lovaina a una plaza, porque Adriano VI en el momento de su elección, a los cargos de gobernador de Castilla y obispo de Tortosa, sumaba el de vicecanciller de la Universidad Católica de Lovaina.

## Edificios Importantes
En la zona de transición entre el barrio de Lovaina y el Ensanche, junto al Parque de la Florida, se encuentran algunos de los edificios más emblemáticos del barrio, como la Catedral Nueva construida durante el siglo XX en estilo neogótico. Otro edificio singular situado en la misma zona es la gasolinera de Goya, que fue edificada en 1935 en la zona situada entre el Parque de la Florida y la Catedral Nueva. Se trata de un interesante edificio que adapta su estructura a la función del edificio con vigas que permiten el paso de los vehículos, rampas y cristaleras horizontales, que aprovechan nuevos materiales de construcción como el hormigón.
En la zona de la calle Sancho el Sabio se construyeron tras la Guerra Civil bloques de viviendas que imitaban el estilo de la arquitectura imperial de los Austrias.

## Calles del barrio
- Adriano VI, calle de (parcial)
- Aranzábal, calle de
- Bastiturri, calle de
- Beato Tomás de Zumárraga, calle del (lim.)
- Becerro de Bengoa, calle de
- Carmelo Bernaola, Paseo de
- Castilla, Portal de (parcial)
- Cercas Bajas, calle
- Diputación Foral de Álava, calle de la
- Félix María de Samaniego, calle de
- Fundadora de las Siervas de Jesús, calle
- Gasteiz, Avenida de (lim.)
- General Loma, Plaza del
- Gorbea, calle (parcial)
- José Joaquín de Landázuri, calle de
- La Florida, Parque de
- La Florida, Paseo de (lim.)
- La Senda, Paseo de
- Lascaray, calle de
- Lovaina, Plaza de
- Luis Heintz, calle de
- Koldo Mitxelena, calle de
- Magdalena, calle de la
- Madre Vedruna, calle de la
- Micaela Portilla, calle de
- Música, Paseo de la
- Prado, calle del
- Provincia, Plaza de la
- Ramiro de Maeztu, calle de
- Ramiro de Maeztu, Pasaje de
- Ricardo Buesa, calle de
- Sancho el Sabio, calle de
- Ramón y Cajal, calle de
- Vicenta Moguel, calle de
- Vicente Goicoechea, calle de

## Transporte
La mayor parte de las líneas urbanas de TUVISA tienen parada en Catedral.
| línea | Nombre                      | Destino Sentido Ida | Destino Sentido Vuelta | Estaciones en el Barrio  |
| ----- | --------------------------- | ------------------- | ---------------------- | ------------------------ |
|       | Tranvía de Vitoria. Línea 1 | Parada Terminal     | Ibaiondo (Vitoria)     | Lovaina, Sancho el Sabio |
|       | Tranvía de Vitoria Línea 2. | Parada Terminal     | Abechuco               | Lovaina, Sancho el Sabio |